# Bùi Văn Thủ
Bùi Văn Thủ (1907–1942), bí danh Jacque (Giắc-cơ), là một nhà cách mạng Việt Nam, nguyên Bí thư Thành ủy Sài Gòn.

## Cuộc đời
Bùi Văn Thủ sinh năm 1907 ở ấp Tiền Lân, Bà Điểm (từng thuộc xã Tân Thới Nhất), quận Hóc Môn, tỉnh Gia Định, có họ hàng đằng ngoại với Tổng lãnh binh Phan Công Hớn. Ban đầu, ông học ở trường tỉnh (ở Bà Điểm), rồi lên Sài Gòn học trung học, đến khi tốt nghiệp thì sang Pháp du học.
Trong thời gian ở Pháp, ông gia nhập Đảng Cộng sản Pháp và tích cực tham gia phong trào đấu tranh ở đây. Năm 1929, được Đảng Cộng sản Pháp giới thiệu, ông sang Liên Xô, học tại Trường Đại học Lao động Cộng sản Phương Đông, cùng khóa với Hà Huy Tập, Trần Ngọc Danh, Dương Bạch Mai, Nguyễn Thế Thạch,... Sau khi tốt nghiệp và trở thành một nhà lý luận Marxist tiềm năng, ông trở lại Pháp một thời gian.
Năm 1935, ngay khi mới về nước, ông được bổ sung vào Xứ ủy Nam Kỳ của Đảng Cộng sản Đông Dương. Được vài tháng thì Xứ ủy bị vỡ, ông hoạt động trong Thành ủy Sài Gòn. Cuối năm 1936, ông được chỉ định làm Bí thư Thành ủy Sài Gòn một thời gian ngắn thay Trương Văn Nhâm về Trà Vinh. Đầu năm 1937, Xứ ủy bầu Nguyễn Văn Nghi làm Bí thư Thành ủy, ông tiếp tục hoạt động với vai trò Xứ ủy viên kiêm Thành ủy viên. Năm 1938, dưới sự chỉ đạo của các Tổng bí thư Hà Huy Tập và Nguyễn Văn Cừ, báo Dân Chúng, tờ báo đầu tiên của Trung ương Đảng Cộng sản Đông Dương ra đời. Ông tham gia Ban biên tập cùng Lê Văn Kiệt, Dương Trí Phú, Trần Văn Kiết, Nguyễn Văn Linh, Huỳnh Văn Thanh, Hoàng Hoa Cương (Hoàng Văn Cương), Nguyễn Văn Kỉnh, Nguyễn Văn Trấn,... Bằng ngòi bút của mình, ông đã thành công trong việc truyền bá lý luận, đường lối cách mạng của Đảng Cộng sản Đông Dương tới quần chúng nhân dân, áp đảo hoàn toàn nhóm Trotskyist.
Năm 1939, báo Dân Chúng bị đóng cửa, Ban biên tập bị chính quyền thực dân truy nã gắt gao, ông lui về hoạt động bí mật ở Gia Định và Thủ Dầu Một. Năm 1940, sau cuộc khởi nghĩa Nam Kỳ, ông bị thực dân Pháp bắt ở Thủ Dầu Một. Năm 1941, ông bị đày ra Côn Đảo cùng với em trai Bùi Văn Ngữ. Năm 1942, ông mất trong tù sau một thời gian phải chịu nhiều tra tấn.

## Vinh danh
Tên của ông được đặt cho một con đường và một ngôi trường cấp hai ở quê nhà xã Bà Điểm, huyện Hóc Môn.